# Veronica Webb
Veronica Webb (ur. 25 lutego 1965 w Detroit) – amerykańska modelka.

## Odkrycie
Podczas studiowania w college’u w 1983 roku zatrudniła się do pomocy w butiku w SoHo, eleganckiej dzielnicy Manhattanu uczęszczanej przez ludzi wiązanych ze światem mody. Nie mogło więc minąć wiele czasu nim potencjał Veroniki został zauważony. Jednego popołudnia trzech ludzi związanych z branżą mody namawiało ją aby została modelką. W ciągu kilku dni podpisała kontrakt z nowojorską agencją modelek Ford. 

## Kariera
Już na początku pracy w Nowym Jorku zaczęła odnosić sukcesy. Mając na względzie swoją karierę Veronica podpisała kontrakt z paryskim oddziałem agencji Ford. Zaczęła pracować dla najlepszych projektantów i domów mody tj.: Chanel, Yves Saint Laurent, Christian Dior, a z projektantem Azzedinem Alaia nawiązała znajomość, która przerodziła się w przyjaźń. W 1992 roku stała się pierwszą w historii ciemnoskórą modelką, która podpisała znaczący kontrakt z firmą kosmetyczną Revlon. Po powrocie do Nowego Jorku jej kariera przybrała całkowicie inny wymiar, dzięki pojawieniu się na wielkim ekranie. Zadebiutowała w filmie „Jungle Fever”, by następnie zagrać w kontrowersyjnym „Malcolmie X”. W połowie lat 90. została również dziennikarką. Była redaktorką pisma „Interview”. Ma na swoim koncie publikacje w takich czasopismach jak: Elle, New York Times.